# Gare de Turckheim
Gare de Turckheim – stacja kolejowa w miejscowości Turckheim, w departamencie Górny Ren, w regionie Grand Est, we Francji. Jest zarządzana przez SNCF i obsługiwana przez pociągi TER Grand Est.

## Położenie
Znajduje się na linii Colmar – Metzeral, na km 5,871 między stacjami Ingersheim i Saint-Gilles, na wysokości 237 m n.p.m.

## Linie kolejowe
- Linia Colmar – Metzeral